# Louva-a-deus do sul

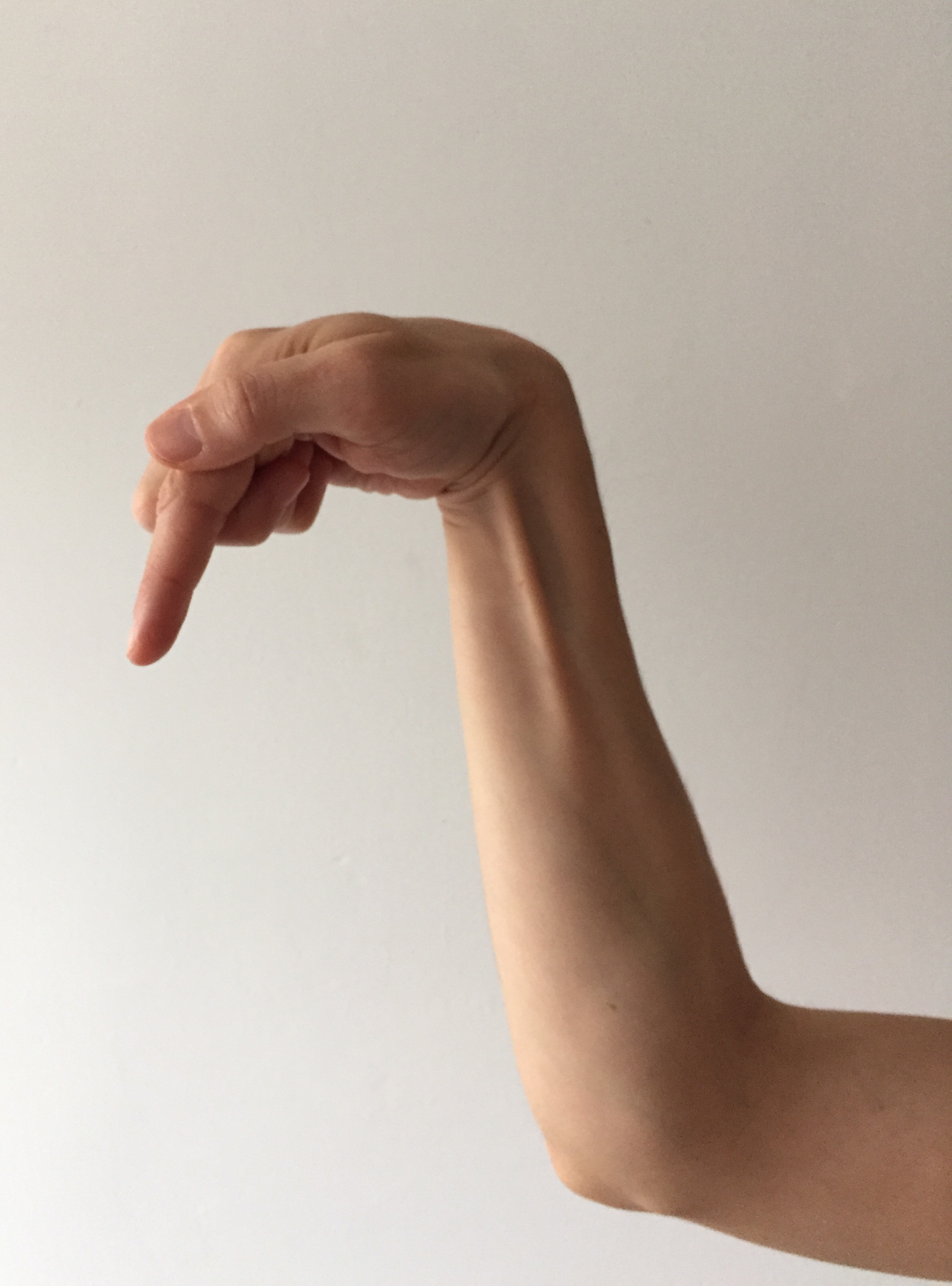
Estilo do manto religioso no Kung Fu

Para o estilo de combate setentrional chinês de Shandong, ver Louva-a-deus do norte.
O estilo louva-a-deus do sul é uma arte marcial chinesa estreitamente relacionada com outros estilos Hakka (como o Kung Fu do Dragão) e vagamente aparentada com a família de estilos de Fujian que inclui o Grou Branco de Fujian, o Cinco Antepassados, e o Wing Chun. Apesar do nome, não tem relação nenhuma com o estilo louva-a-deus do norte.
O louva-a-deus do sul é um sistema de combate a curta distância que privilegia técnicas de força curta e tem aspectos quer suaves e internos quer duros e externos. Como noutros estilos do sul da China, os braços são a arma principal, com os pontapés normalmente limitados a golpes abaixo dos quadris. 
Como o Wing Chun e o Xingyiquan — outros estilos criados como artes de puro combate —, o louva-a-deus do sul não tem grande valor estético, ao contrário do seu homónimo do norte e de outros estilos. 
O louva-a-deus do sul tem ligações com a medicina tradicional chinesa, em particular o conceito de meridianos, que usa para dim mak e tui na.

## Ramos
Os quatro ramos principais do louva-a-deus do sul são: 
- Chow Gar (周家; família Chow)
- Chu Gar (朱家; família Chu)
- Kwong Sai Jook Lum (江西竹林; Jiangxi Floresta de Bambu)
- Boi de Ferro (鐵牛)

Pode-se adivinhar um antepassado comum não apenas devido às suas semelhanças, mas também ao facto de todos partilharem uma sequência técnica, Sarm Bo Jin.
No entanto, as genealogias destes ramos não são suficientemente completas para estabelecer a ligação entre eles até um único antepassado comum.

### Lau Shui 劉瑞/劉水
Apenas o parentesco entre os ramos das famílias Chow e Chu pode ser verificado, uma vez que o antepassado comum mais recente de ambas, Lau Shui (劉瑞, 劉水﹞, morreu em 1942, uma data relativamente recente. 

#### Chow Gar 周家
O ramo da família Chow estabelece os antecedentes da sua arte até cerca de 1800 até Chow Ah-Nam (周亞南), um Hakka que enquanto rapaz deixou a sua casa na província de Cantão/Guangdong para tratamento médico no Mosteiro de Shaolin do sul na  província de Fujian onde, para além de ser tratado ao seu problema do estômago, foi treinado nas artes marciais e veio a criar o louva-a-deus do sul.

#### Chu Gar 朱家
O ramo da família Chu atribui a sua arte a Chu Fook-To, que criou o louva-a-deus do sul como um sistema de combate para adversários da Dinastia Qing manchu (1644–1912) que derrubou a família real han Ming (1368–1644) da qual ele era um membro.
De acordo com o ramo da família Chu, os líderes Qing destruíram o Mosteiro de Shaolin original de Henan por Chu se ter refugiado lá, obrigando Chu a fugir para o Mosteiro de Shaolin do Sul em Fujian.

### Kwong Sai Jook Lum 江西竹林
O estilo Kwong Sai Jook Lum faz recuar as suas origins ao templo de Jook Lum Gee no Monte Longhu (龍虎山) em Kwong Sai, onde foi criado no início do séc. XIX por um dos monges, Som Dot.
Em meados do séc. XIX, Som Dot trasmitiu a arte ao seu condiscípulo monge Lee Siem, que viria a visitar Cantão, para o sul, e ensinar aí a arte a praticantes leigos.
Um dos alunos de Lee de Cantão, Chung Yu-Chang, viria a voltar com ele para Kwong Sai a fim de completer o seu treino em Jook Lum Gee.
Cerca de 1900, Chung abriu a sua primeira escola de artes marciais e clínica de medicina tradicional chinesa no condado de Bao'an na cidade de Píngshān (坪山), da qual eram nativos Wong Yook-Kong e Lum Wing-Fay, que viriam a ser os seus sucessores.
Wong viria a ser o responsável pela preservação do Louva-a-Deus de Kwong Sai Jook Lum dentro da China e Lum (também referido como "Lum Sang" 林生, literalmente "Senhor Lum," forma respeitosa usada pelos seus sucessores) responsável pela sua disseminação no exterior.

### Boi de Ferro 鐵牛
O ramo do Boi de Ferro é assim denominado devido ao seu fundador, Boi de Ferro Choi (Choi Dit-Ngau; 蔡鐵牛), que lutou na Revolta dos Boxeres (1900).

## "Hakka Kuen"
Ainda que se possa contestar a veracidade das histórias que contam as origens dos estilos de louva-a-deus do sul, o que é indiscutível é a sua ligação ao povo Hakka da região do interior oriental de Cantão.
A região que é constitui o berço do louva-a-deus do sul começa no centro do território Hakka em Xingning, de onde o fundador do Chow Gar, Chow Ah-Nam, veio.
De Xingning, o Dongjiang flui para ocidente vindo da  de Meizhou através de Heyuan, de onde o fundador do Boi de Ferro Choi Dit-Ngau veio.
Na prefeitura de Huizhou, o Dongjiang forma a fronteira setentrional do condado de Huìyáng (惠陽), de onde eram originários o mestre Chung Yu-Chang do Kwong Sai Jook Lum e o mestre Lau Shui do estilos Chow/Chu Gar.
Daqui, o Dongjiang corre para o Delta do Rio das Pérolas no condado de Bao'an (actualmente Shenzhen), de onde vieram os mestres Wong Yook-Gong e Lum Wing-Fay do Kwong Sai Jook Lum.
Todos estes mestre pertenciam ao povo chinês falante de hakka, que manteve o louva-a-deus do sul apenas para os seus, até à geração de Lau Shui e Lum Wing-Fay.
De facto, a tradição do Kwong Sai Jook Lum diz que em tempos foi conhecido por "Hakka Kuen" (literalmente "punho hakka") pelo público em geral na zona do Delta do Rio das Pérolas. 
Quando Lum Wing-Fay começou a ensinar pela primeira vez louva-a-deus do sul nos Estados Unidos, fê-lo numa organização fraternal Hakka, a Hip Sing Tong.
Lum viria depois a aceitar estudantes que não eram hakka, mas ainda tinham que ser chineses (parece ter havido como excepção um taxista branco cuja bondade incomum para com Lum lhe permitiu receber alguma instrução básica de um dos discípulos de Lum). Foi apenas a geração seguinte de mestres de Kwong Sai Jook Lum que tornou a arte disponível para aprendizagem por um público não-chinês.
A aceitação por Lau Shui do não-Hakka Ip Shui como um discípulo teve muito a ver com a bondade demonstrada por Ip e sua esposa para com Lau quando ele ficou doente numa altura em que a ocupação japonesa de Hong Kong o tinha isolado de todos os seus familiares. 
Todos os outros quatro discípulos de Lau —Chu Kwong-Wha, Chu Yu-Hing, Lum Wha, e Wong Hong-Kwong—eram hakka.
A tradição do louva-a-deus do sul Chu Gar defende que os hakka descendem de gente leal à Dinastia Ming que fugiu para o sul quando esta foi destronada pela Dinastia Qing.
No entanto, os estudos académicos sobre a história da China apontam para que o termo "Hakka" referisse originalmente, não os refugiados fugidos à perseguição da Dinastia Qing, mas sim aquelas populações que receberam incentivos dados pelas autoridades durante essa dinastia para irem estabelecer-se em regiões subpovoadas do sul da China.
Entre as artes marciais do sul da China, o ramo da família Chu do louva-a-deus do sul está longe de ser o único a invocar uma herança de resistência anti-Qing; o facto de a maior parte dos sistemas dessa região o fazerem é reflexo da grande quantidade de resistentes anti-Qing nos meios das artes marciais chinesas meridionais. 
Quer Cantão quer Fujian são províncias onde há zonas preponderantemente hakka, ambas estão fortemente associadas com as artes marciais chinesas do sul, e ambas foram palco de forte e persistente oposição ao governo Qing, como a Revolta de Taiping, liderada por hacás e a Sociedade do Céu e da Terra, cujos fundadores eram da prefeitura de Zhangzhou na Província de Fujian, na sua fronteira com Cantão. 
Sociedades como a Céu e Terra são dignas de nota pela forma como os seus membros transcendiam as barreiras tradicionais da sociedade chinesa como as que separam habitualmente hacás de não-hacás. 
De facto, uma precursora da Sociedade do Céu e da Terra foi organizada por Ti Xi, um dos fundadores da Céu e Terra, em Huizhou, parte da região considerada "centro" do estilo louva-a-deus hakka.
A Sociedade do Céu e da Terra desenvolveu mitos de origens em Shaolin como parte de um mais vasto discurso anti-Qing. Talvez os hakka que se opunham à Distastia Ming tenham feito algo de semelhante, transformando a sua migração para sul e a fuga para sul dos resistentes leais aos Ming numa única narrativa. 

## Louva-a-deus?
As tradições dos ramos Chow Gar e Kwong Sai Jook Lum dizem que os seus respectivos fundadores Chow Ah-Nam e Som Dot criaram os seus estilos após terem testemunhado uma luta entre um louva-a-deus e um pássaro, que o louva-a-deus ganhou. 
Esta inspiração é um motivo recorrente nas artes marciais chinesas que pode ser encontrado também nas lendas do Louva-a-deus do norte, de ambos os estilos de Grou Branco, do Tai Chi Chuan, e do Wing Chun.
No entanto, as tradições do ramo da família Chu dizem que o nome "louva-a-deus do sul" foi escolhido para esconder das forças Qing as suas afiliações políticas fingindo que este esotérico estilo praticado por resistentes leais aos Ming era afinal uma variante regional do popular e muito espalhado estilo  Louva-a-deus de Shandong.